# Bruno de Barros
Bruno Lins Tenório de Barros (Maceió, 7 januari 1987) is een Braziliaanse sprinter, die gespecialiseerd is in de 200 m. Hij nam driemaal deel aan de Olympische Spelen. Hij nam driemaal deel aan de Olympische Spelen en veroverde daarbij eenmaal een bronzen medaille. Deze ontving hij echter pas jaren later. Aanvankelijk was de Braziliaanse ploeg op de 4 x 100 m estafette, met De Barros als een van de deelnemers, op de Spelen van 2008 namelijk vierde geworden. In 2017 werd dit resultaat echter alsnog opgewaardeerd naar een derde plaats en dus een bronzen medaille na de diskwalificatie van de Jamaicaanse ploeg als gevolg van een geconstateerde dopingovertreding van een van zijn teamleden.

## Biografie
De Barros nam deel aan de Olympische Spelen van 2008 in Peking. Op de 200 m werd hij uitgeschakeld in de reeksen. Samen met Vicente de Lima, Sandro Viana en Jose Carlos Moreira vormde De Barros de Braziliaanse 4 x 100 m estafetteploeg. In de finale eindigden ze aanvankelijk als vierde in 38,24, achter de estafetteteams van Jamaica, dat het wereldrecord verbeterde tot 37,10, Trinidad en Tobago, dat in 38,06 naar het zilver snelde en Japan, dat in 38,15 het brons veroverde. Jamaica werd in 2017 echter gediskwalificeerd, nadat bij hertests van bewaarde monsters Nesta Carter positief had getest op dopinggebruik. Waardoor De Lima en zijn teamgenoten, negen jaar na afloop van de Spelen, achter Trinidad en Tobago en Japan alsnog de bronzen medaille in de schoot geworpen kregen.
In 2009 werd De Barros voor twee jaar geschorst wegens het gebruik van rhEPO.
In 2012 nam De Barros deel aan de Olympische Spelen van 2012 in Londen. Op de 200 m kwalificeerde hij zich voor de halve finale, waarin hij werd uitgeschakeld in 20,55 s. Op de 4 x 100 m estafette werd het Braziliaans viertal, onder wie De Barros, uitgeschakeld in de halve finale.
In 2013 werd De Barros bij de wereldkampioenschappen in Moskou in de series van de 200 m uitgeschakeld. Hij liep toen 20,60, een paar duizendsten van een seconde te langzaam om zich als tijdsnelste te plaatsen voor de halve finales.
Op de Olympische Spelen van 2016 in Rio de Janeiro nam hij deel aan zowel de 200 m als de 4 x 100 m estafette. Op het individuele nummer sneuvelde hij in de series met een tijd van 20,59. Op de estafette behaalde hij met zijn team wel de finale en finishte hierin als zesde.

## Titels
- Pan-Amerikaanse Spelen kampioen 4 x 100 m - 2011
- Zuid-Amerikaanse Spelen kampioen 4 x 100 m - 2014
- Ibero-Amerikaans kampioen 4 x 100 m - 2008
- Zuid-Amerikaans kampioen U23 200 m - 2008
- Zuid-Amerikaans kampioen U23 4 x 100 m - 2008
- Zuid-Amerikaans kampioen U23 4 x 400 m - 2008
- Zuid-Amerikaans kampioen B-junioren 4 x 100 m - 2004

## Persoonlijke records
Outdoor
| Afstand | Prestatie              | Datum           | Plaats    |
| ------- | ---------------------- | --------------- | --------- |
| 100 m   | 10,16 s (+1,8 m/s)     | 21 maart 2009   | São Paulo |
| 150 m   | 14,91 s (+1,4 m/s)(NR) | 21 maart 2009   | São Paulo |
| 200 m   | 20,16 s (+1,1 m/s)     | 6 augustus 2011 | São Paulo |
| 400 m   | 46,96 s                | 31 maart 2012   | Maringá   |

Indoor
| Afstand | Prestatie | Datum            | Plaats             |
| ------- | --------- | ---------------- | ------------------ |
| 60 m    | 6,72 s    | 16 februari 2014 | São Caetano do Sul |

## Palmares

### 100 m
- 2008:  Zuid-Amerikaanse U23-kamp. - 10,70 s
- 2013:  Zuid-Amerikaanse kamp. - 10,33 s

### 200 m
- 2004:  Lusophony Games te Macau - 21,56 s
- 2006: 6e Zuid-Amerikaanse kamp. U23 - 21,20 s (+2,3 m/s rugwind)
- 2008:  Ibero-Amerikaanse kamp. - 20,95 s
- 2008:  Zuid-Amerikaanse U23-kamp. - 21,13 s
- 2008: 5e in serie OS - 21,15 s
- 2009: DQ Zuid-Amerikaanse kamp.
- 2009: DQ Lusophony Games te Lissabon
- 2011: 6e WK - 20,31 s
- 2011:  Pan-Amerikaanse Spelen - 20,45 s
- 2012: 6e in ½ fin. OS - 20,55 s (in serie 20,52 s)
- 2013: 4e in de reeksen WK - 20,60 s
- 2014: 4e Zuid-Amerikaanse Spelen - 20,77 s
- 2015: 5e in serie WK - 20,42 s
- 2016: 6e in serie OS - 20,59 s

### 4 x 100 m
- 2004:  Zuid-Amerikaanse jeugdkamp. - 42,42 s
- 2006:  Zuid-Amerikaanse jeugdkamp. - 40,15 s
- 2008:  Ibero-Amerikaanse kamp. - 38,96 s
- 2008:  Zuid-Amerikaanse U23-kamp. - 40,06 s
- 2008:  OS - 38,24 s (na DQ Jamaica)
- 2009: DQ Lusophony Games
- 2011: DQ WK
- 2011:  Pan-Amerikaanse Spelen - 38,18 s
- 2012: 4e in ½ fin. OS - 38,35 s
- 2014:  Zuid-Amerikaanse Spelen - 38,90 s
- 2016: 6e OS - 38,41 s (in series: 38,19)

### 4 x 400 m
- 2008:  Zuid-Amerikaanse U23-kamp. - 3.09,02